# 二本松義綱
二本松義綱（にほんまつ よしつな）/畠山義綱（はたけやま よしつな）是安土桃山时代的武将。二本松氏第10代当主。陸奧國安達郡二本松城主。

## 经历
天正2年（1574年），作为二本松氏第9代当主・二本松義繼的嫡男出生。幼名国王丸。
天正13年（1585年）10月8日，父親義繼和伊達輝宗一同被伊達政宗殺害之後成為二本松氏第12代当主。之後二本松城受到政宗猛攻，由於一門新城信常指揮籠城戰加上豪雪而令二本松城久攻不下，再加上11月17日的人取橋之戰中佐竹義重擊敗了伊達軍，因此二本松城的包圍被解除。翌年由於伊達成實的調略而令城內的內應者出逃最終使战况趨於不利。7月16日在相馬義胤的斡旋下開城，投靠会津的蘆名氏。
国王丸在会津元服并改名為義綱，天正17年（1589年）蘆名氏和政宗在摺上原之戰中戰敗而與蘆名盛重同行逃往實家佐竹氏之下常陸国江戶崎。並在同地被蘆名盛重命令沼澤實通將其殺害（一說在逃亡的過程中就被殺）。享年16歲。作為戰国大名的二本松氏滅亡。
《续群书类从》所載的《二本松系图》還有義綱的遺兒（二本松满重），但是關於此人並沒有詳細的事跡。義綱弟・梅王丸（二本松義孝）逃回会津并在当地元服，后成為上杉景勝、加藤明成的客將，加藤明成被改易后在會津隱居，后收到邀请侍奉水野氏，但以自身年老而拒绝，但安排其两个儿子代为出仕。

## 脚注
1. ↑  據《松府来歴金華鈔》的記載，義孝的幼名是国王丸而兄長義綱的幼名是梅王丸。